# 化装舞会后的决斗

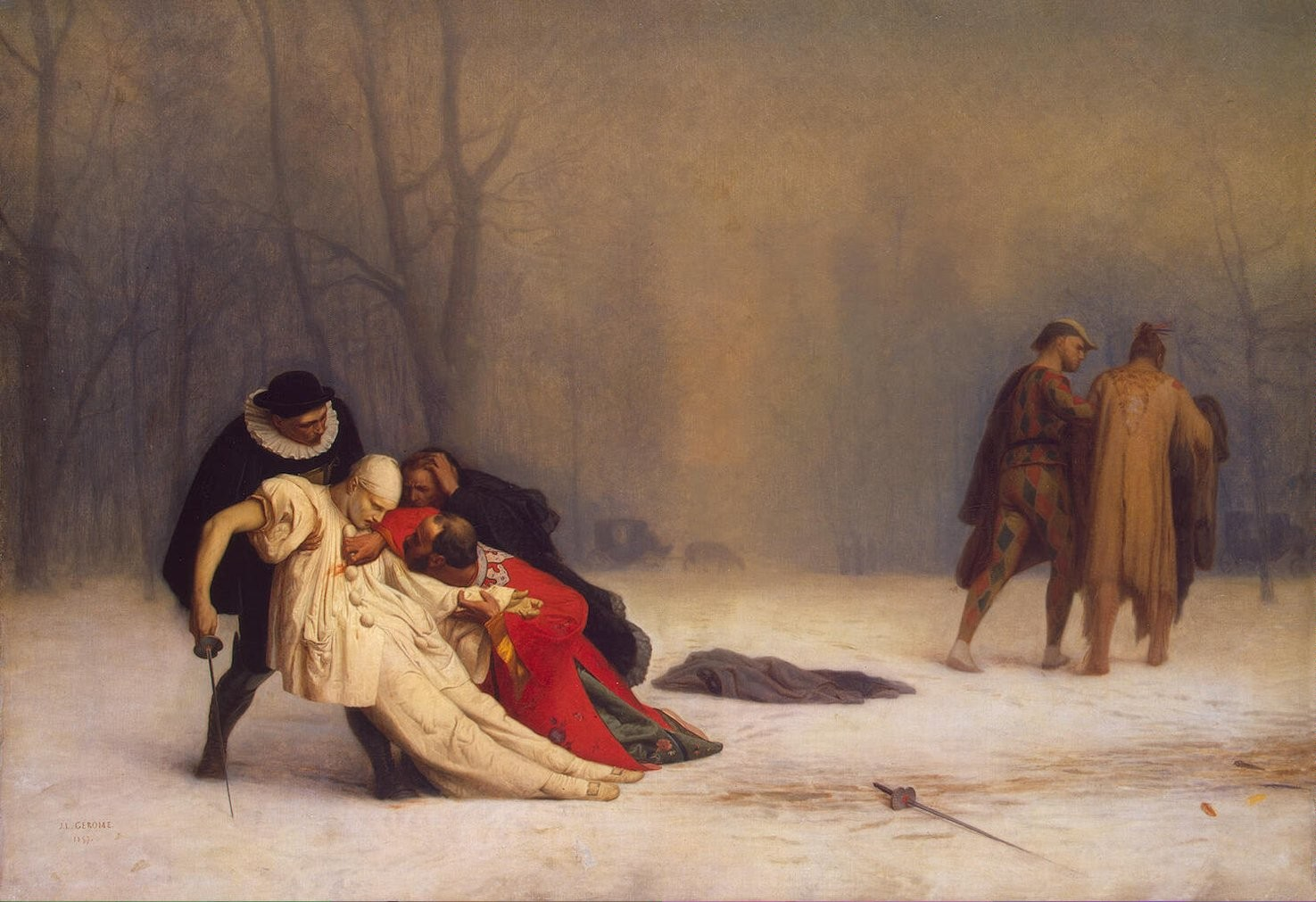
《化装舞会后的决斗》，让-莱昂·热罗姆，圣彼得堡埃尔米塔日博物馆

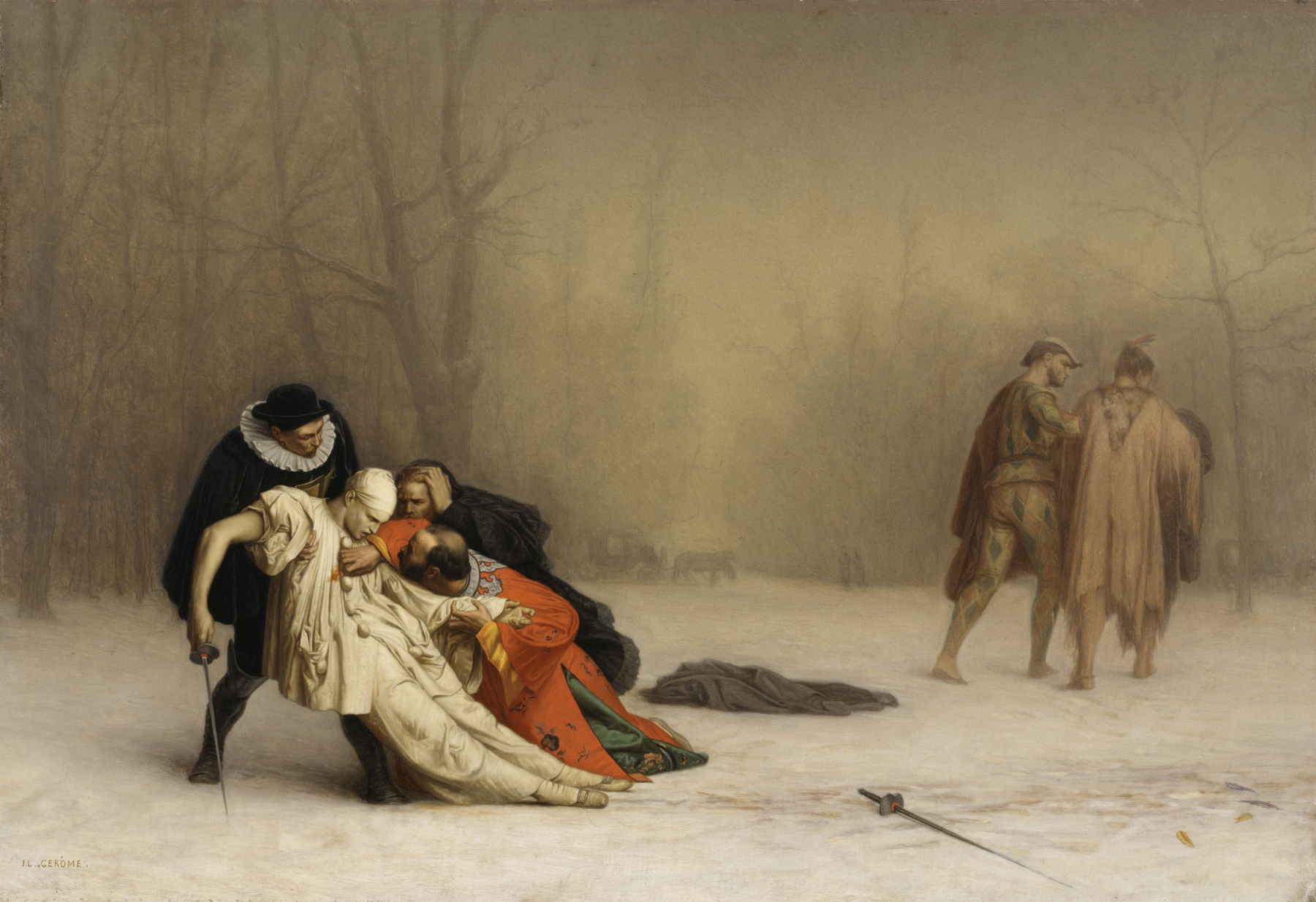
《化装舞会后的决斗》，让-莱昂·热罗姆，华勒斯典藏馆

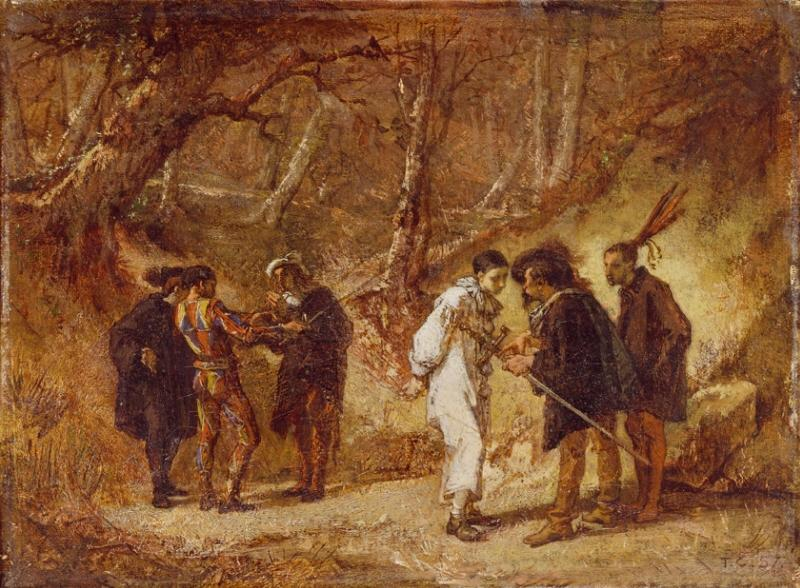
《化装舞会后的决斗》，托马·库蒂尔, 1857,华勒斯典藏馆

《化装舞会后的决斗》（Le Duel après le bal masqué）或蒙面舞会的套房（Suite d'un bal masqué）是法国艺术家让-莱昂·热罗姆的一幅油画，创作于1857年，现藏于法国尚蒂伊城堡的孔代博物馆（Musée Condé）。

## 历史
热罗姆在1857年的巴黎沙龙展出了这幅画，同年又到伦敦展出。这幅画几乎一夜成名，巴黎沙龙的评论家猜测画中描述事件的来龙去脉。 主题似乎很时髦，托马·库蒂尔同年也画了同一个主题，现藏于伦敦华勒斯典藏馆）。1858年，奥马勒公爵收购了这幅画。热罗姆借了这幅画在1867年世博会上展出，获得了绘画大奖。原作现藏于法国尚蒂伊城堡的孔代博物馆（Musée Condé）。
1859年，在纽约国家设计学院，威廉·汤普森·沃尔特斯以2500美元的价格购买了《化装舞会后的决斗》。:17 这幅画是他本人1857年作品的仿制品。沃尔特斯要求国家设计学院的展览经理提供一封热罗姆的认证信，并将副本与原件进行比较:241。热罗姆还为俄国的亚历山大王子和土耳其的穆罕默德·艾明·阿里帕夏画了另外两个版本，前者现藏于圣彼得堡埃尔米塔日博物馆。
在1909-1910年冬季进行的一项民意调查中，要求巴尔的摩人评出他们最喜欢的五十五件艺术品，结果《化装舞会后的决斗》名列榜首。:183

## 构图
这幅画的场景是在一个灰暗的冬季早晨，在布洛涅林苑，树木裸露，积雪覆盖地面。一个打扮成小丑的人，在决斗中受了重伤，倒在吉斯公爵的手臂上。一个外科医生，打扮成威尼斯总督，试图止住出血，用多米诺面具挡住自己的头。 
决斗的幸存者，穿着美洲印第安人的服装，带着他的助手小丑，丢下武器和战冠的羽毛，走向等在后面的马车。
热罗姆的特点是不去描绘暴力事件本身，而是暴力事件的后果；见《凯撒之死》、《处决内伊元帅》和《完成了》。